# 菊花紋章

菊花紋章を皇室の紋章と定める皇室儀制令12条（1926年（大正15年）10月21日付「官報」より）

菊花紋章（きくかもんしょう、きっかもんしょう）は、キク科キク属のキク（菊）を図案化した菊紋のうち、特に花の部分を中心に図案化した家紋のことである。菊花紋（きくかもん、きっかもん）、菊の御紋ともいう。単に菊紋（きくもん）と言う場合は葉、茎、花を組み合わせるか、いずれかを図案化したものも含める。
十六八重表菊は、皇室の紋章として知られる。転じて日本の事実上の国章としても使われており、大日本帝国憲法や日本国憲法の原本を納めた箱の蓋にも刻まれている。また1926年以来日本の旅券に刻まれているのは十六一重表菊である。

## 概要
古くから紋章として多く使用された花は蓮華（ハス）で、飛鳥寺を始め飛鳥時代の各地の遺跡から様々なデザインの蓮華文軒丸瓦の出土がある。
観賞用のキクは奈良時代に中国大陸より伝えられた。梅、竹、蘭と共に四君子とされた。
『万葉集』には詠まれておらず、『古今和歌集』、『源氏物語』などから登場する。平安時代には、陰暦9月を菊月と呼び、9月9日を「重陽の節句」「菊の節句」とし、菊花酒を飲む「菊花の宴」「菊花の杯」で邪気を払い、長命を祈った。菊文様も吉祥文様として、好んで装束に用いられた。
鎌倉時代には後鳥羽上皇が菊を自らの印として愛用した。後深草天皇・亀山天皇・後宇多天皇が自らの印として継承し、慣例のうちに菊花紋、ことに32弁の八重菊紋である十六葉八重表菊が皇室の紋として定着した。
江戸幕府により厳しく使用が制限された葵紋とは対照的に、菊花の図案を用いた和菓子や仏具などが作られるなど紋が各地に広まった。

## 図案
菊花紋は古くから、公家・武家の家紋、店舗の商標などとして豊富な種類が図案化され、変種も多い。主に、花弁の数、花弁の重なり（一重または八重）、表と裏（蕊（ずい、しべ）があれば「表菊」、萼（がく）があれば「裏菊」）、その他の意匠（輪郭を浮かせた「陰菊」、円形でなく菱形にした「菱菊」、水流をあしらった「菊水」、尾形光琳が考案した「光琳菊」、半円形に割った「割菊」「半菊」、井筒・井桁・文字・菊葉等と組み合わせたものなど）により表記される。ただし、文献により表現の仕方に違いがある。とりわけ皇室・皇族関係の紋には、詳しく花弁の数に弁や葉（十六弁（太政官布告）・十六葉（皇室令））などの単位がつけられることがある。
例えば、10の花弁があるのなら「十菊」あるいは「十葉菊」、12なら「十二菊」あるいは「十二葉菊」である。花弁が一重なら「一重菊」、複数重なっていれば「八重菊」「九重菊」となる。中心に蘂が表現されるなど表を向いているものは「表菊」、萼を表現するなど裏を向いたものは「裏菊」である。これらを合わせて、16の花弁で裏を向いた八重菊であるのなら「十六八重裏菊」（十六葉八重裏菊）となる。

十葉表菊（じゅうようおもてきく）
十六葉一重菊
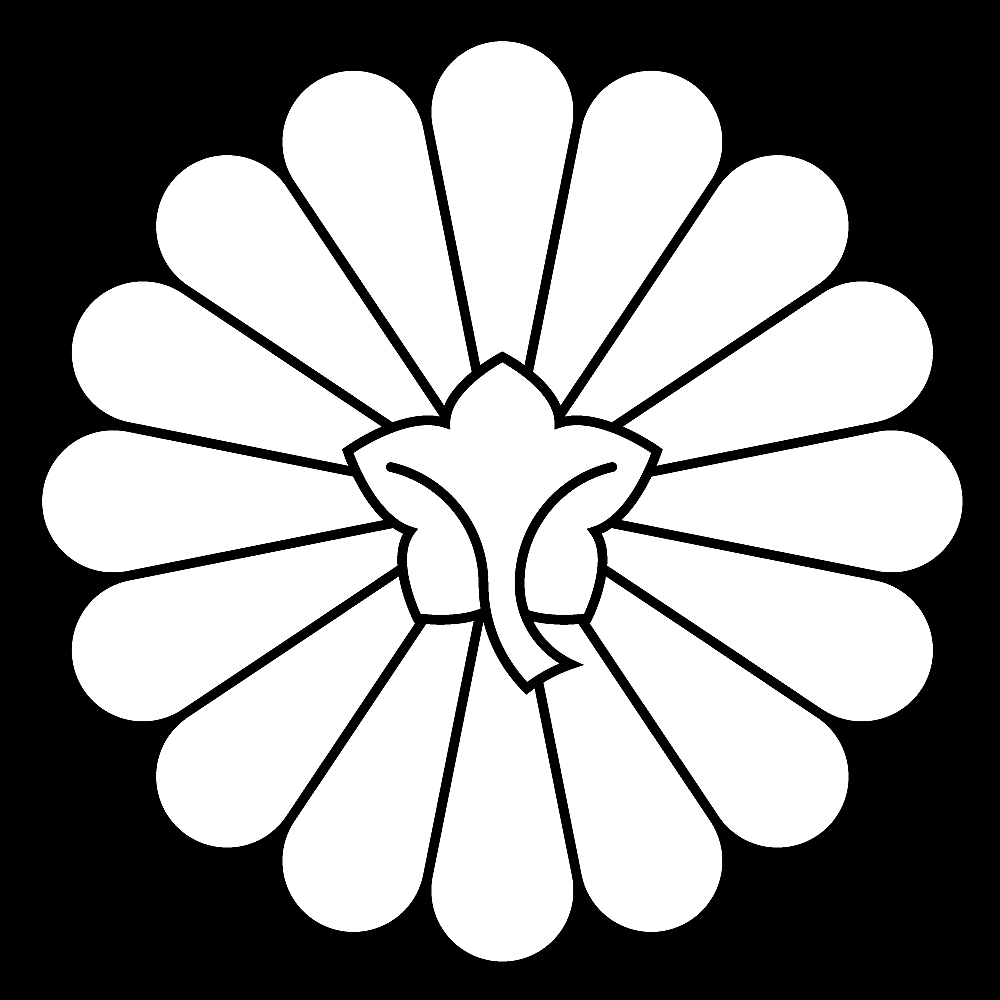
裏菊
陰十四葉菊
菊水
菊に一文字

## 天皇・皇室・国の機関の菊紋

皇室の菊花紋（十六葉八重表菊）
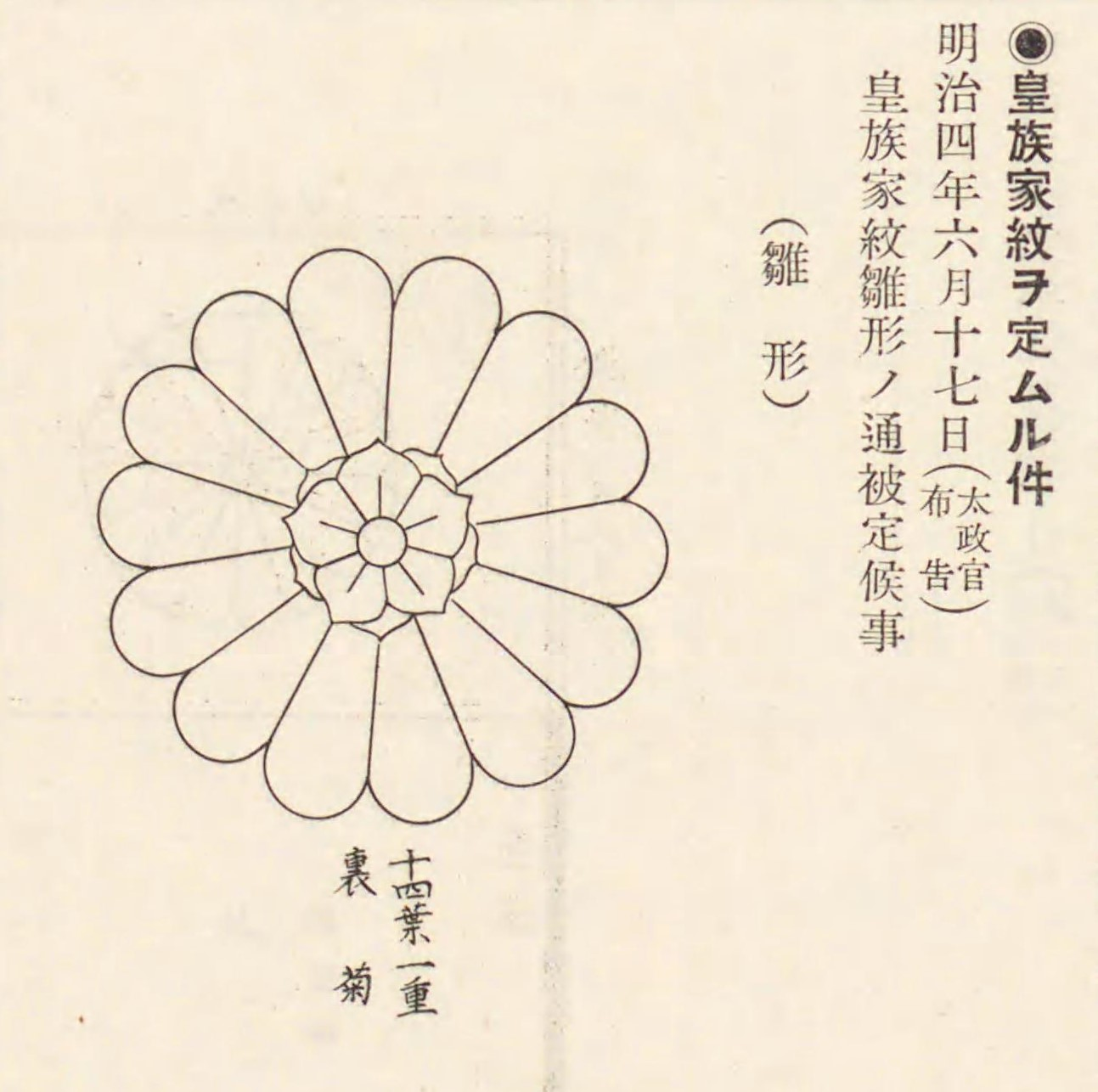
皇族の家紋（十四葉一重裏菊）

菊紋のうち、八重菊を図案化した菊紋である十六葉八重表菊は、天皇および皇室を表す紋章である。俗に菊の御紋とも呼ばれる。親王などの皇族は、この紋の使用が明治2年（1869年）の太政官布告をもって制限され、1926年（大正15年）の皇室儀制令（大正15年皇室令第7号）13条により「十四葉一重裏菊」が皇族の紋章とされた。各宮家の紋は、この「十四葉一重裏菊」や「十六葉一重裏菊」に独自の図案を加えたもの（有栖川宮家・伏見宮家など）や、「十四葉八重表菊」を小さな図案に用いたもの（秩父宮家・三笠宮家・久邇宮家など）となっている。

### 戦前（明治・大正・昭和初期～第二次世界大戦）
明治元年2月9日（1868年3月2日）、諸藩の宮門警衛に際して、旗・幕・提灯等に菊花紋章を使用するよう布達された。その後、「十六葉八重表菊」が公式に皇室の紋とされたのは、明治2年8月25日（1869年9月30日）の太政官布告第802号である。同布告は、親王家の菊花紋として十六葉の使用を禁止し、十四葉・十五葉以下あるいは裏菊などに替えることを定めた。また、1871年（明治4年）6月17日の太政官布告第285号で、皇族以外の菊花紋の使用が禁止され、同第286号で、皇族家紋の雛形として十四葉一重裏菊が定められた。その後、1926年（大正15年）に制定された皇室儀制令（大正15年皇室令第7号）第12条、第13条 によって正式に定められている。
明治元年3月28日（1868年4月20日）の「菊御紋並禁裏御用等ノ文字濫用禁止ノ件」（明治元年太政官布告第195号）で、提灯・陶器・貢物などに菊紋を描くことを禁止し、明治2年8月25日（1869年9月30日）の「社寺菊御紋濫用禁止ノ件」（明治2年太政官布告第803号）で、社寺で使用されていた菊紋も、一部の社寺 を除き一切の使用が禁止された。その後、徐々に社殿の装飾や幕・提灯には菊紋の使用を許され、1879年（明治12年）5月22日の「明治二年八月菊御紋禁止ノ布告前神殿仏堂ニ装飾セシ菊御紋ニ限リ存置ヲ許ス件」（明治12年太政官達第23号）で、一般の社寺でも神殿・仏堂の装飾として使用することが許されている。ただ、社寺以外の団体や個人による菊花紋章の使用は、引き続き厳しく制限された。
菊花紋章の取り締まりに関する主な法令・通達
- 菊御紋並禁裏御用等ノ文字濫用禁止ノ件（明治元年3月28日太政官布告第195号）
- 社寺菊御紋濫用禁止ノ件（明治2年8月25日太政官布告第803号）
- 皇族ノ外菊御紋禁止ノ件（明治4年6月17日太政官布告第285号）
- 官幣社社殿ノ装飾及社頭ノ幕提灯ニ限リ菊御紋ヲ用フルヲ許ス件（明治7年4月2日太政官達）
- 国幣社社殿ノ装飾及社頭ノ幕提灯ニ限リ菊御紋ヲ用フルヲ許ス件（明治12年4月2十2日太政官達第20号）
- 明治二年八月菊御紋禁止ノ布告前神殿仏堂ニ装飾セシ菊御紋ニ限リ存置ヲ許ス件（明治12年5月22日太政官達第23号）
- 菊御紋章ヲ売品ニ画ク者禁止方（明治13年4月5日宮内省達乙第2号）
- 菊御紋章取締ニ関スル件（明治33年8月18日内務大臣訓令第823号、明治37年8月9日内務大臣訓令第507号）
- 菊御紋章類似品取締ニ関スル件（大正13年9月25日内務省警保局警発甲第96号）
- 菊御紋章ニ関スル件（大正14年2月26日内務省警保局警発乙第296号）
- 菊御紋章類似図形取締内規（昭和4年11月21日内務省警保局訓第1368号）

上記各法令のうち、「菊御紋並禁裏御用等ノ文字濫用禁止ノ件」（明治元年3月28日太政官布告第195号）と「皇族ノ外菊御紋禁止ノ件」（明治4年6月17日太政官布告）は、法律に匹敵する法令として、取り締まりの法的根拠とされた。この2つの太政官布告は、いずれも1947年（昭和22年）12月31日限りにおいて失効している。なお、皇室儀制令についても、「皇室令及附属法令廃止ノ件」（昭和22年5月2日皇室令第12号）により廃止されている。
菊は「菊花紋章」から皇室の代名詞とされ、幕末の流行り歌にも「菊（＝皇室）は咲く咲く、葵（＝徳川将軍家）は枯れる」と歌われている。日本軍においても、幕府や諸藩が明治政府へ還納した小銃に種々様々な紋所や刻印が刻まれていたのを、菊花紋章に改刻して統一したのを端緒に、村田銃以降のすべての国産軍用小銃に刻印されていた。これらの小銃を部外に払い下げる場合には、菊花紋章を削り取る、または丸印等の刻印を重ねて打って潰す措置が行われた。また陸軍の軍旗（連隊旗）の旗竿先端（竿頭）や、海軍の軍艦の艦首に金色の菊花紋章が付されていた。

### 戦後（第二次世界大戦後～昭和後期・平成）

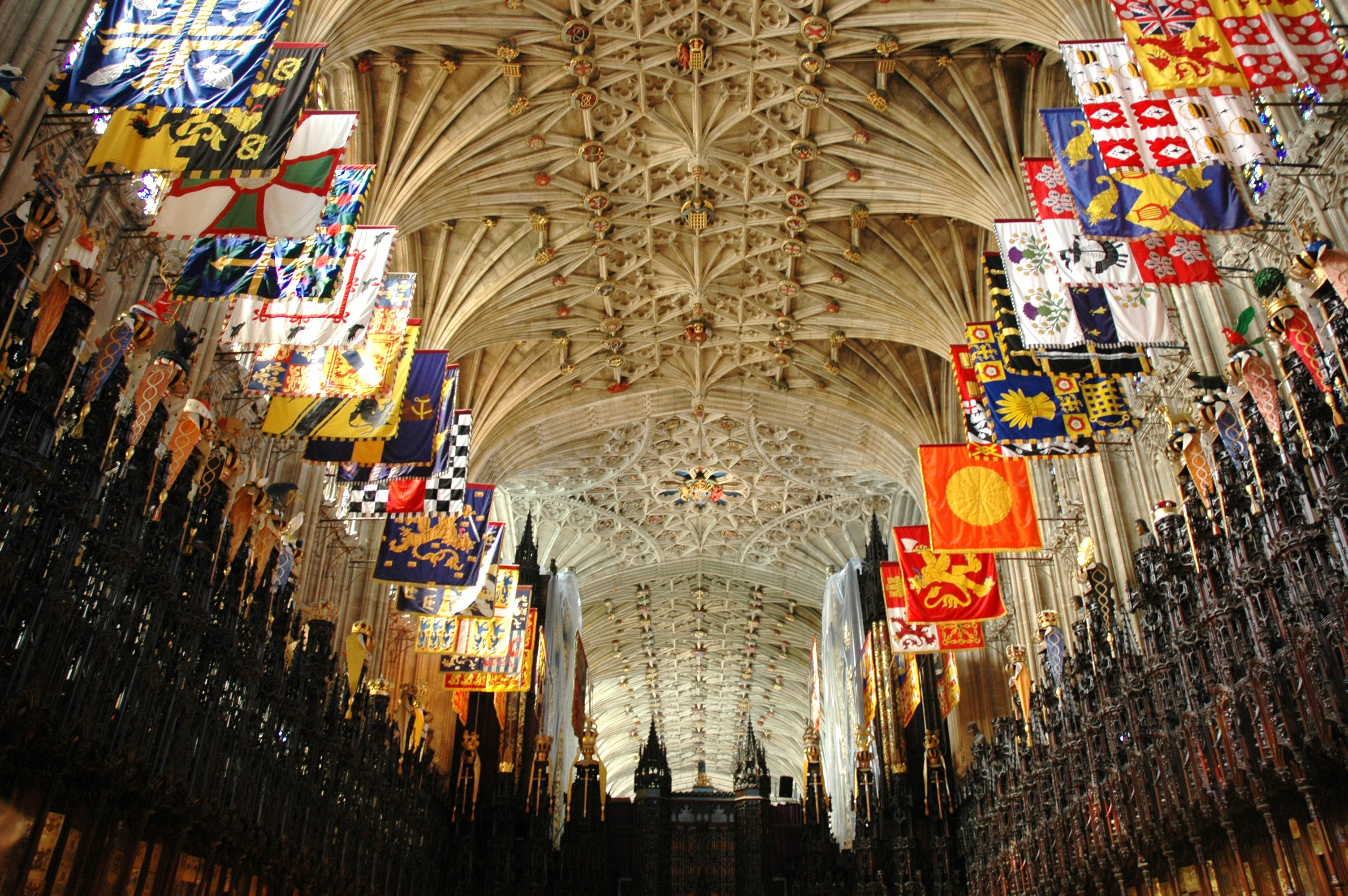
ウィンザー城のセント・ジョージ・チャペルに掲げられたガーター勲爵士のバナー。右側には皇室の菊花紋章（天皇旗）が見える。

1947年（昭和22年）に皇室儀制令は廃止されたため、菊花紋章を天皇・皇室の紋章と定め、または日本の国章と定める現行法令はない。しかし、慣例的に天皇・皇室の紋章として、または日本の国章に準じる紋章として、菊花紋章が用いられ続けている。
日本の在外公館の玄関には、戦前から引き続き、菊花紋章の浮き彫りが飾られている。また、日本国発行の旅券の表紙にも「十六一重表菊」をデザイン化したものが使われている。国会議員の議員記章には「十一菊」の図案が使用されている。そのほか、菊花紋は日本の勲章の意匠にも取り入れられるなど、菊は桜と並び、国花に準じた扱いを受ける。日本の国章に準じた扱いを受け、法的には国旗に準じた扱いを受けるため、それに類似した商標等は登録できない（商標法第4条第1項第1号）。国際的にも、十六八重表菊は、工業所有権の保護に関するパリ条約第6条の3に基づいて、1967年に同条約の同盟国に通知されており、これらの国では商標登録をすることができない。
また旭日章が司法機関紋章であり使用できない（軽犯罪法による規制）ため、探偵業者が権威を表現するために自社の表号として使用する例がある。漫画家の魔夜峰央は、かつて絵の背景に菊の花をあしらった模様を頻繁に描いていたが、これが菊花紋章に酷似していることに気付き宮内庁に問い合わせたところ「できれば使わないでいただきたい」と言われ、以後は描画を差し控えている、と語っている。

### 宮家の紋章

秋篠宮
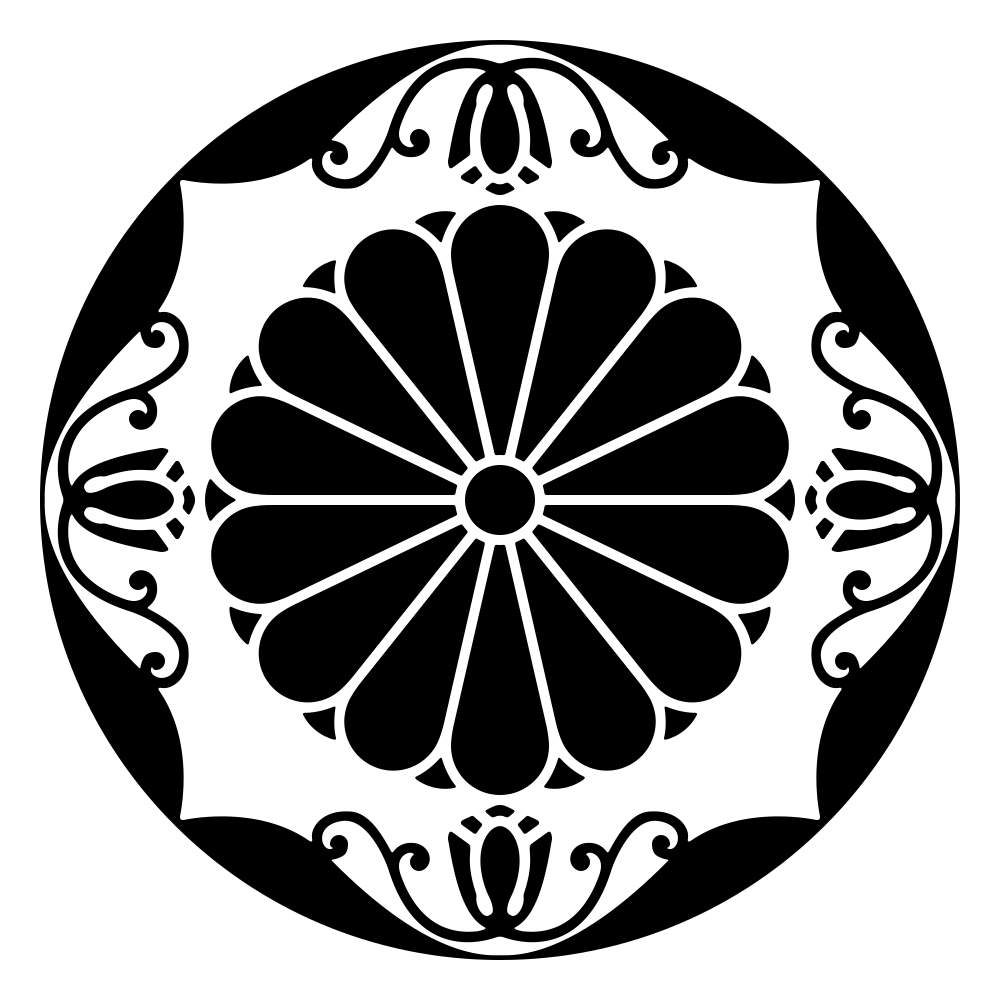
常陸宮
三笠宮
高円宮

以下は廃絶または皇籍離脱で現存しない一家

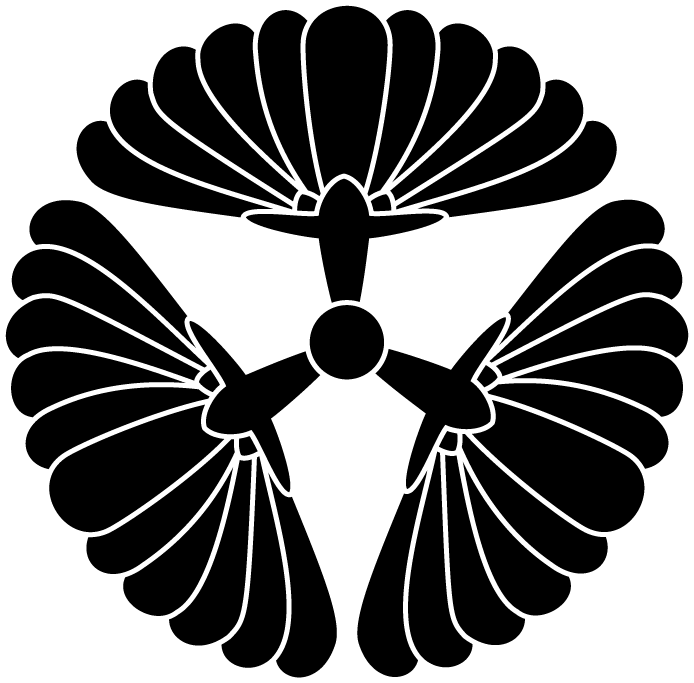
有栖川宮
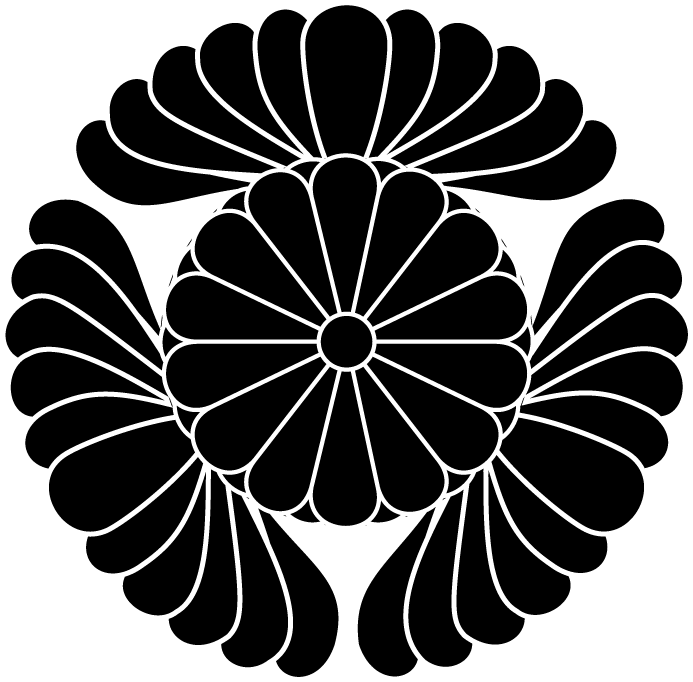
高松宮
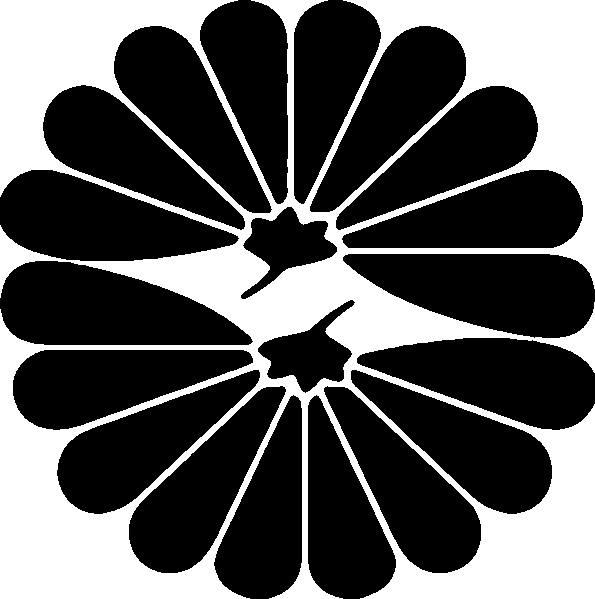
北白川宮
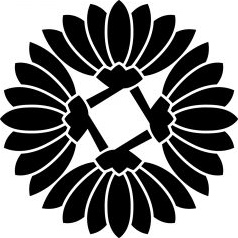
旧竹田宮

## 民間団体等による使用例
自民党のシンボルは、「陰十四菊」の中央に“自民”のモノグラム。また、日本会議の紋章も、「陰十四菊」の中央に桜花をあしらったものである。

### 天台宗の菊紋

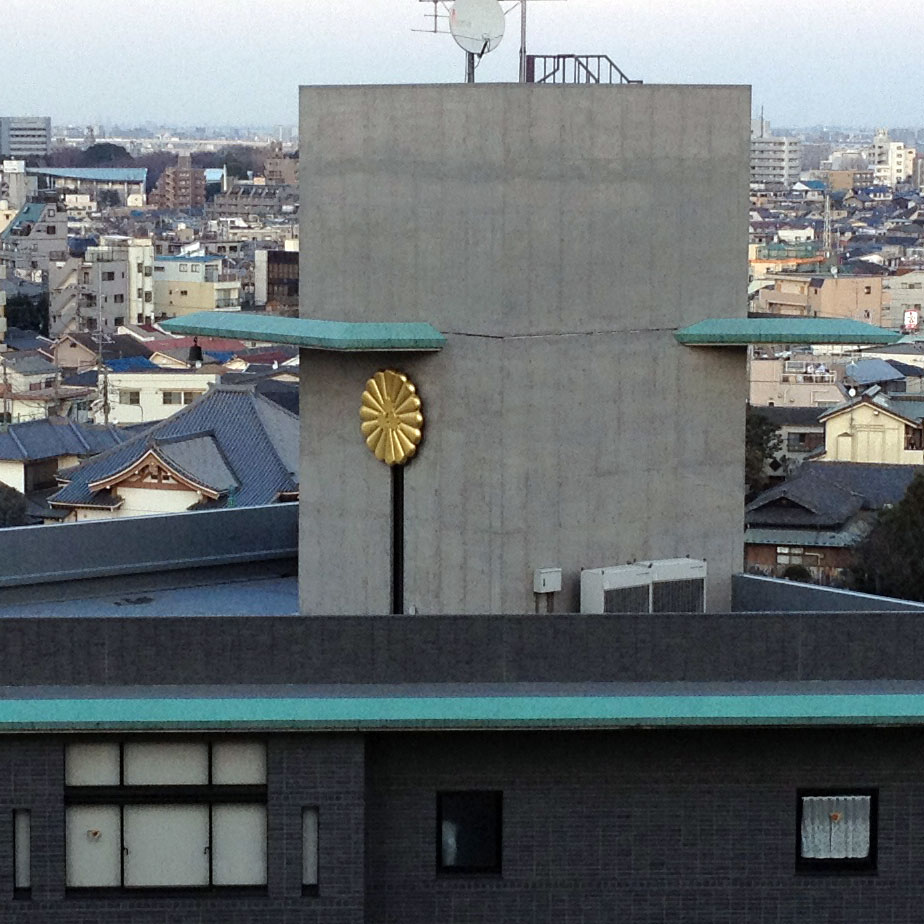
天台宗正法院、東京都豊島区

仏教の一宗派である日本天台宗は、十六菊の中央に3つの星をあしらった紋（三諦章）を宗章としている。星は三諦星、または三台星とよばれ、「三台」とは中国の星座体系において、天帝を囲む3つの星の意味である。また「三諦」と書く場合は、天台宗の教理において実相の真理を明かす3つの要諦、すなわち空諦・仮諦・中諦を指す。十六菊を用いることについては、「天台宗の皇室を守護する役割を表すため」「皇室が菊紋を用いるきっかけとなった菊の花を最澄が桓武天皇に献上したため」などの伝説がある。ただし上述のように、現在では皇室の菊花紋が定着したのは後鳥羽朝以降のことだったと考えられている。

## 用例

### 旗の図案

#### 日本の皇室・皇族

天皇旗
上皇旗
皇后旗、皇太后旗、太皇太后旗、上皇后旗
摂政旗
皇太子旗、皇太孫旗
皇太子妃旗、皇太孫妃旗
皇嗣旗
（左記以外の）皇族旗[18]

#### その他

豊島区の旗 （十二菊に豊文字）
天皇のガーター騎士団員としての紋章
天皇の金羊毛騎士団員としての紋章

### 物の意匠

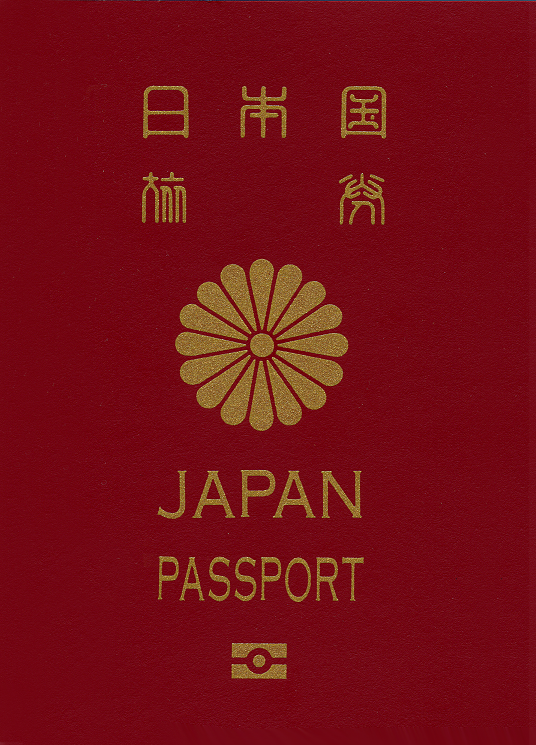
日本国旅券への使用例
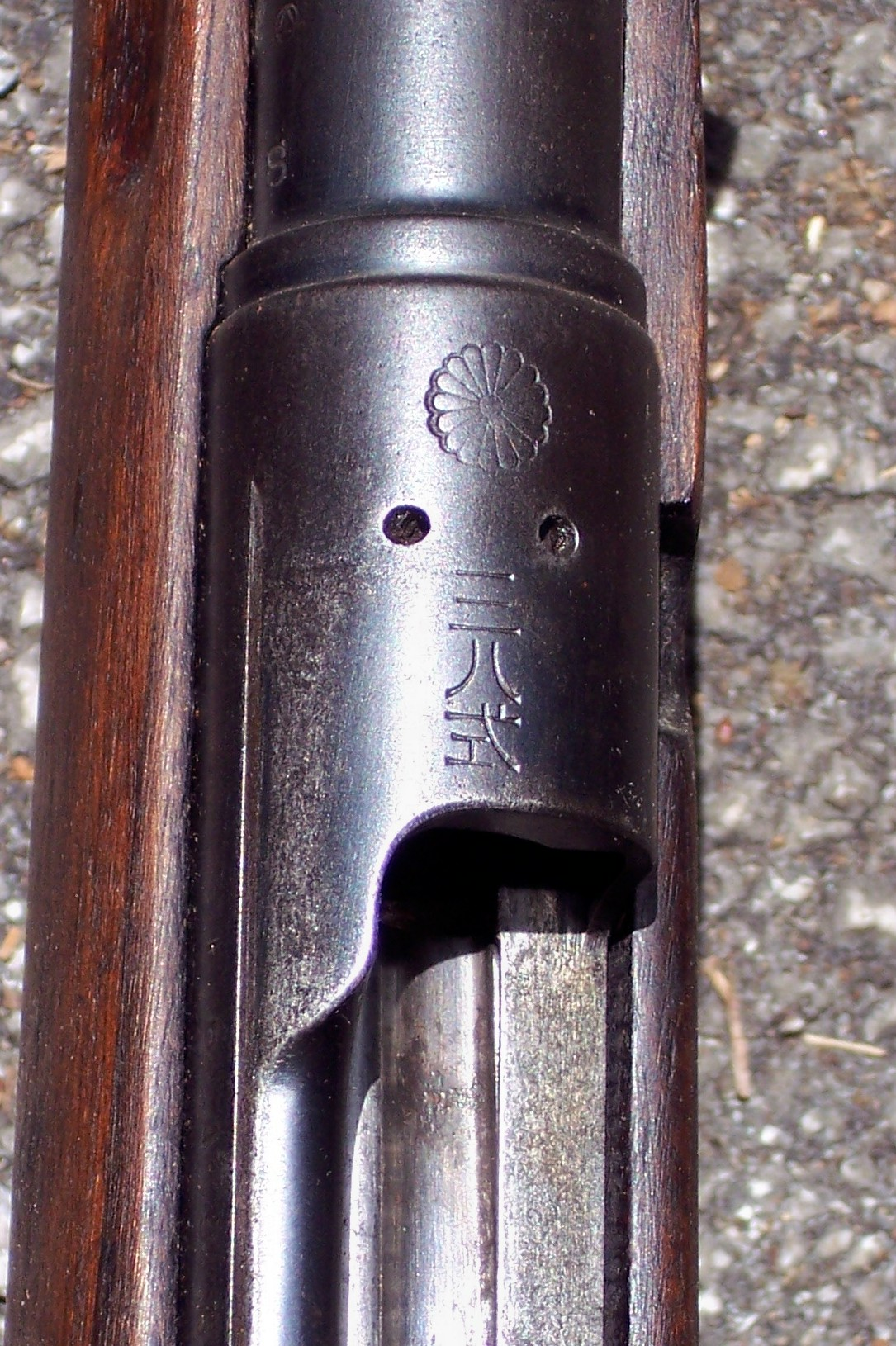
小銃への使用例 （三八式歩兵銃）
元帥たる陸海軍大将が佩用していた元帥徽章
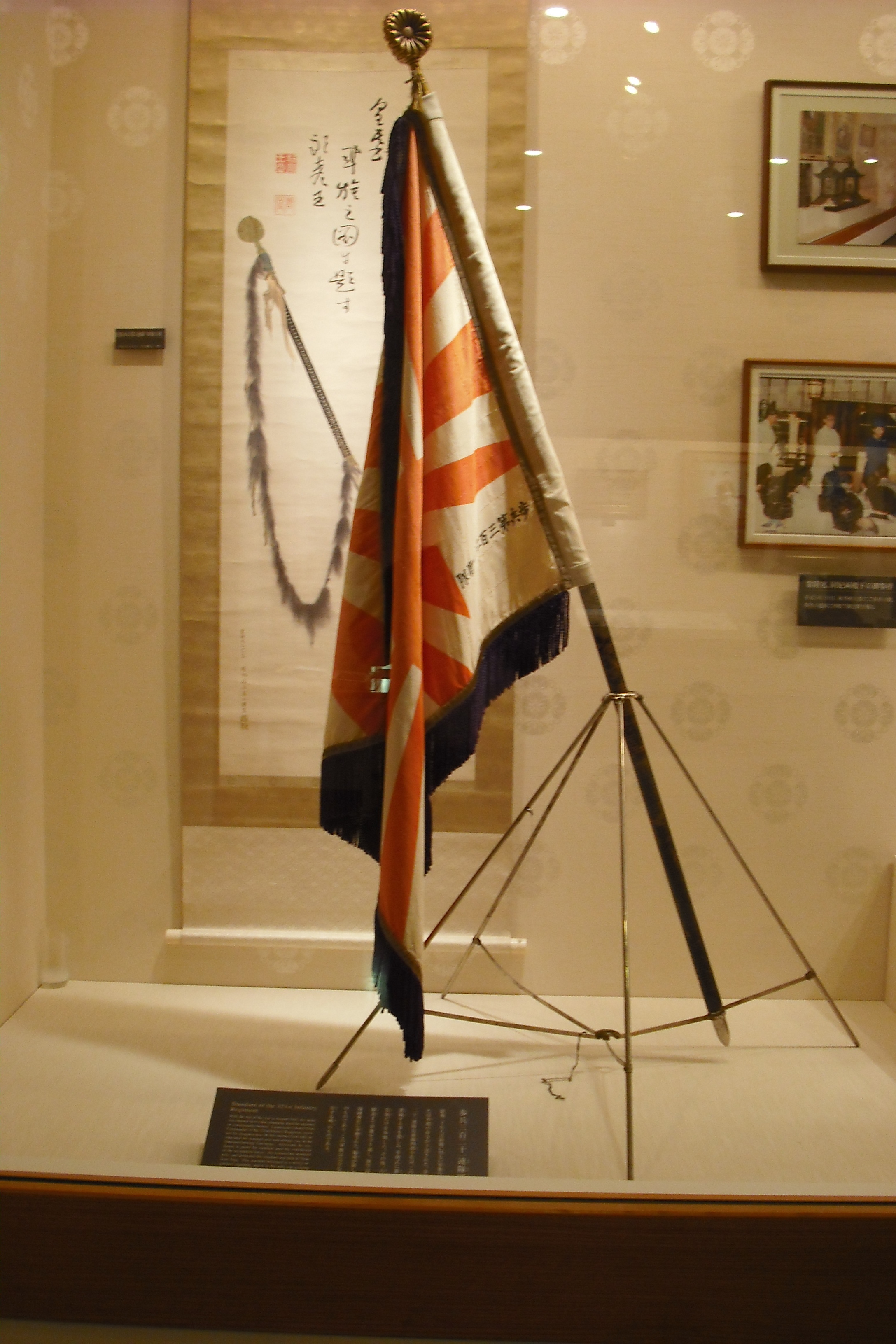
旧・陸軍歩兵連隊 （歩兵第321連隊）の軍旗竿頭
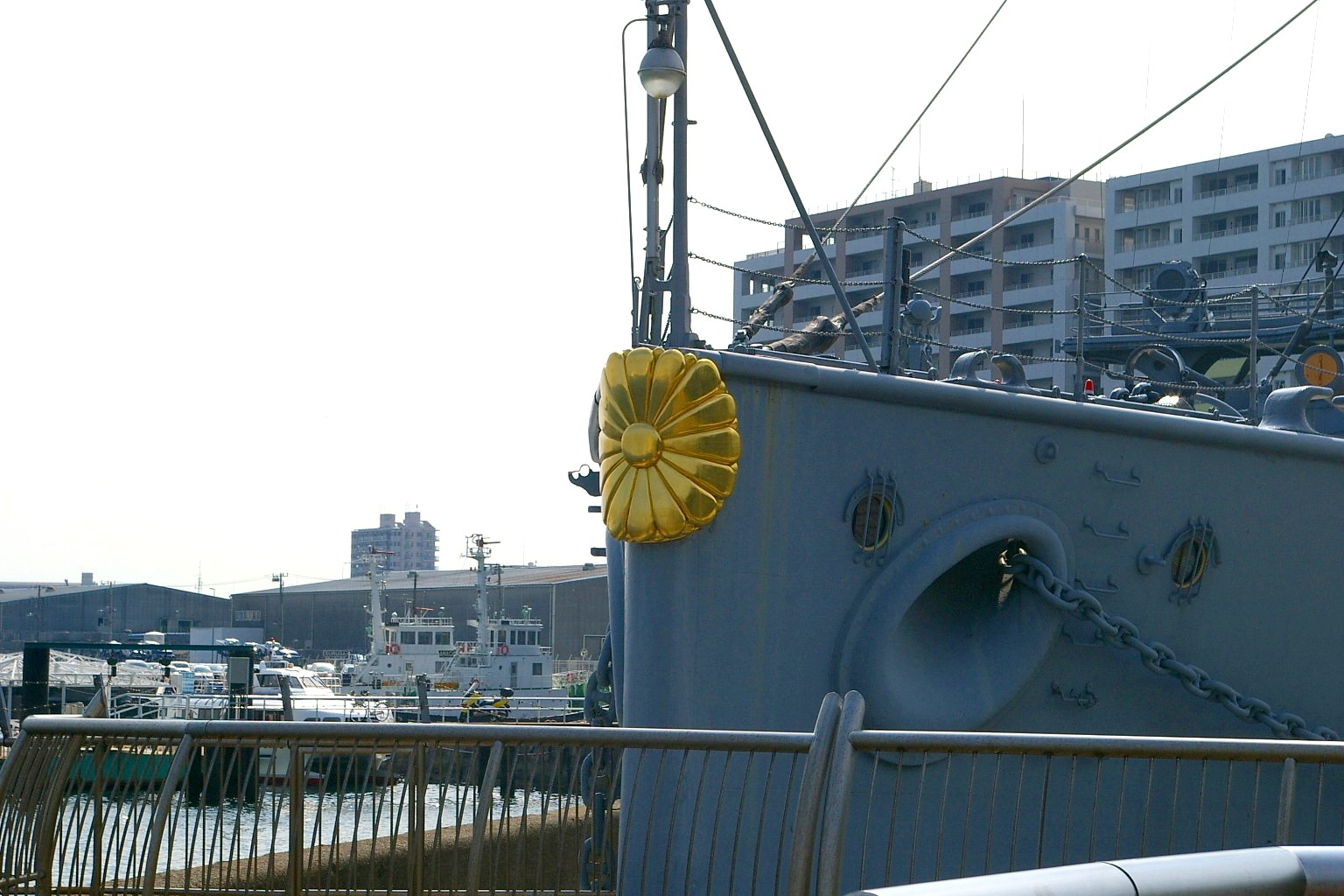
旧海軍軍艦（三笠）の船首(おもて）
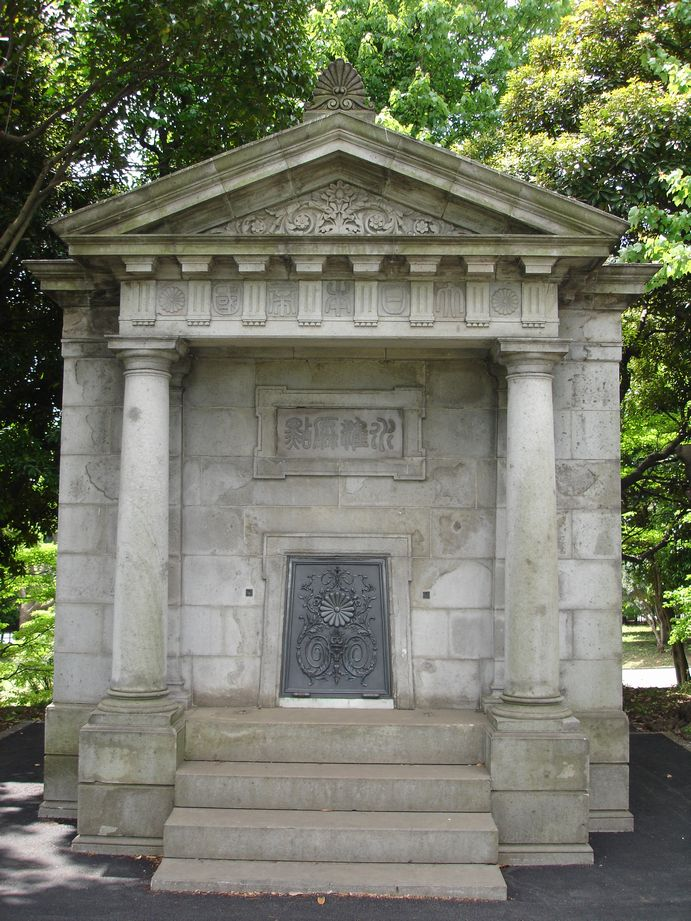
日本水準原点標庫
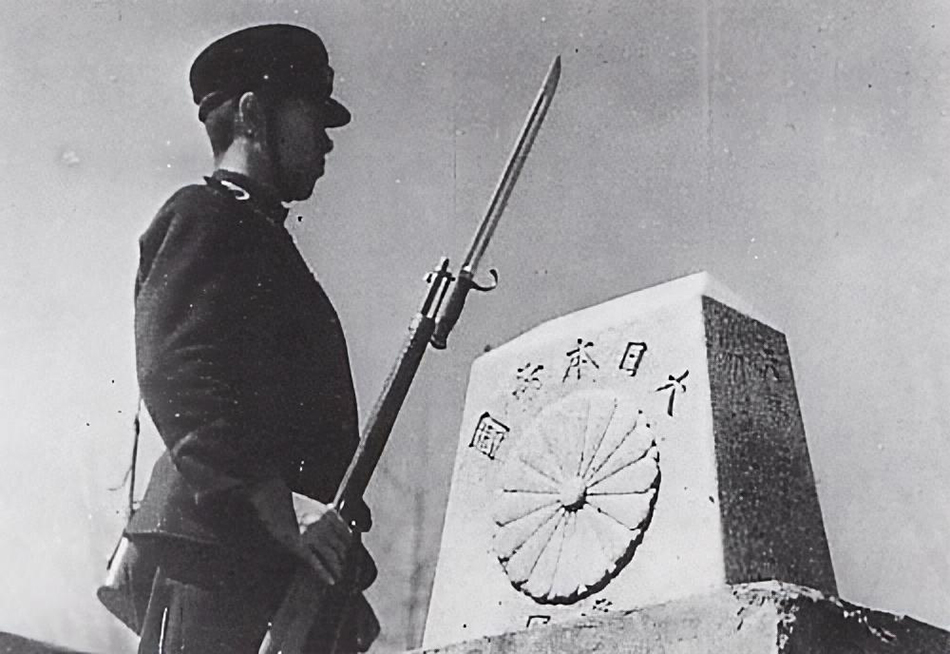
国境標識への使用例（樺太の日露国境線）
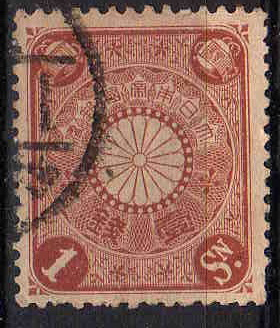
普通切手への使用例（明治期の菊切手）
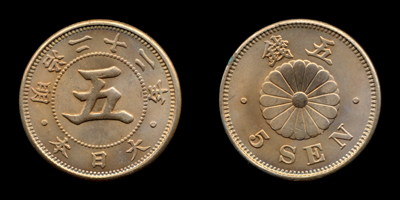
貨幣への使用例 （明治時代の5銭硬貨）
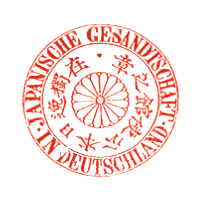
在独日本公使館の印 （明治時代初期）
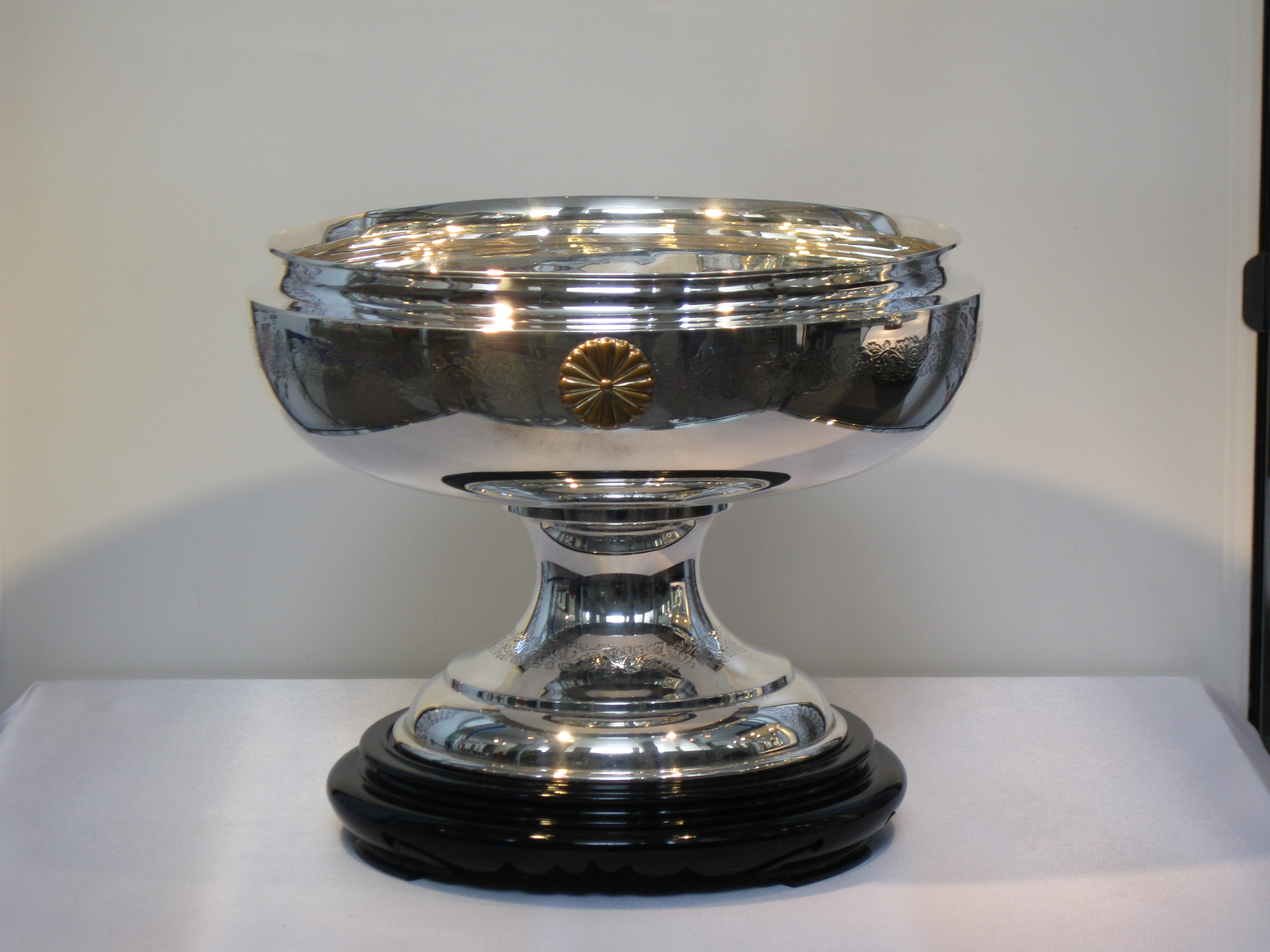
天皇杯
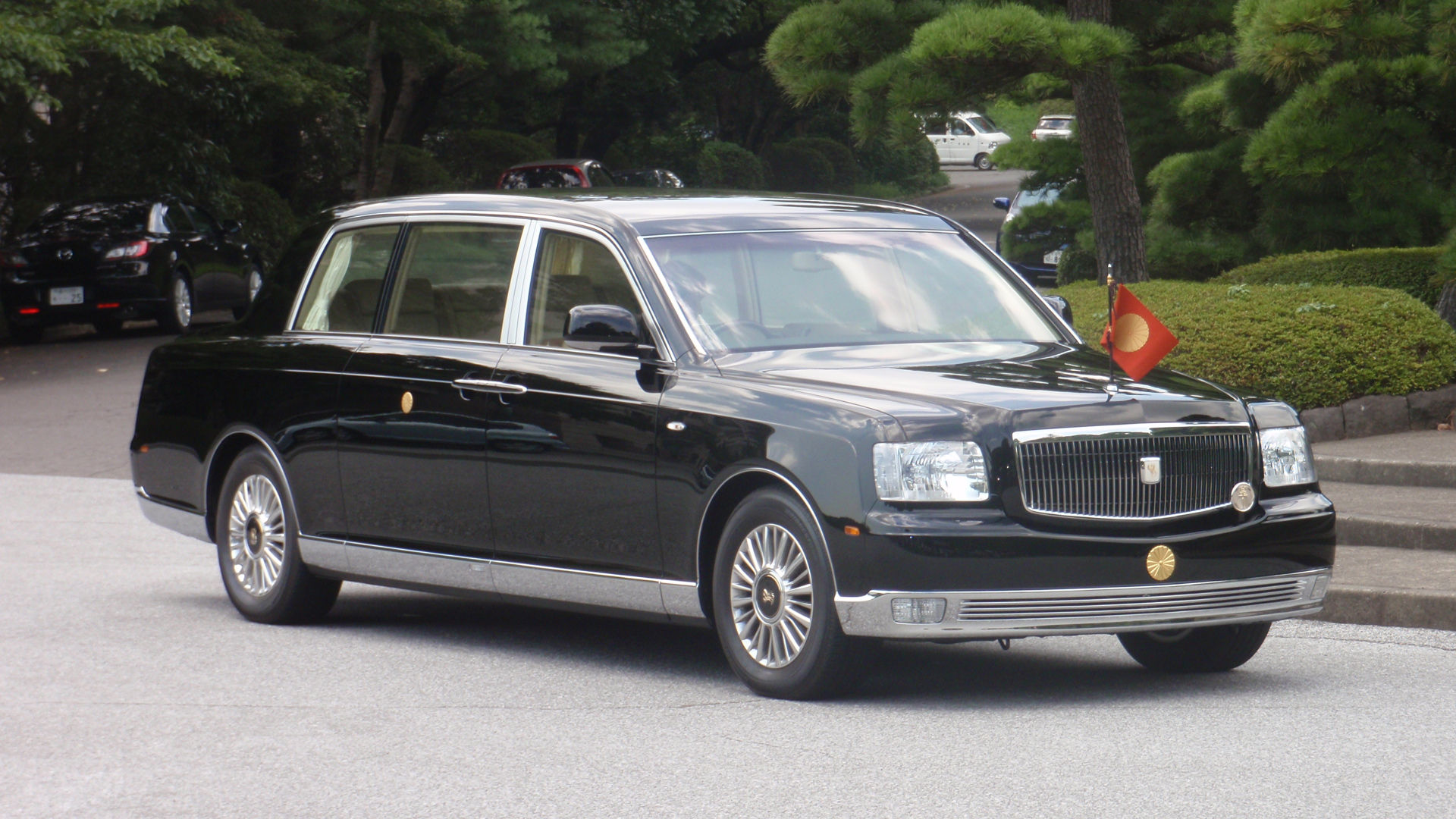
御料車
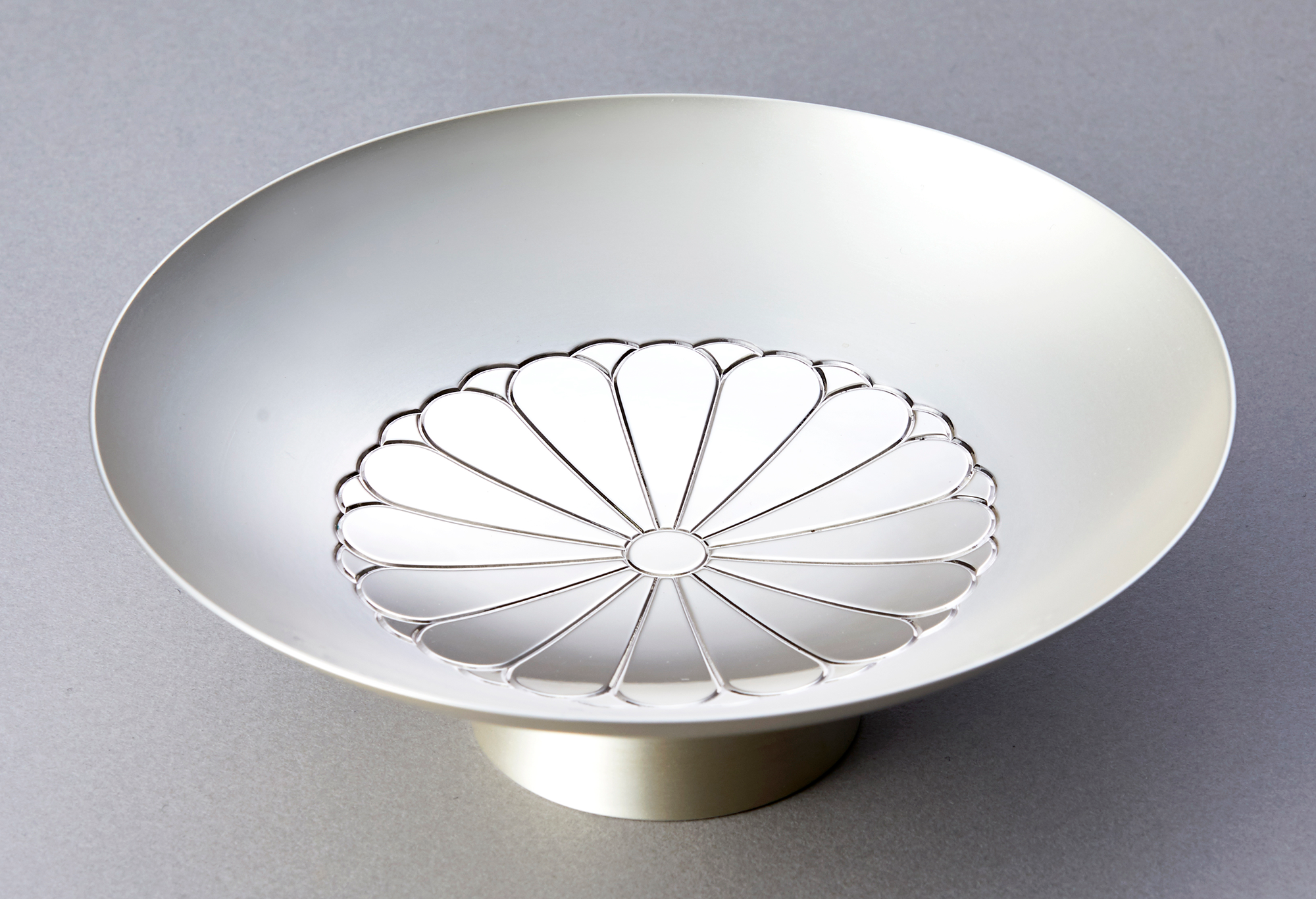
銀杯（菊紋）
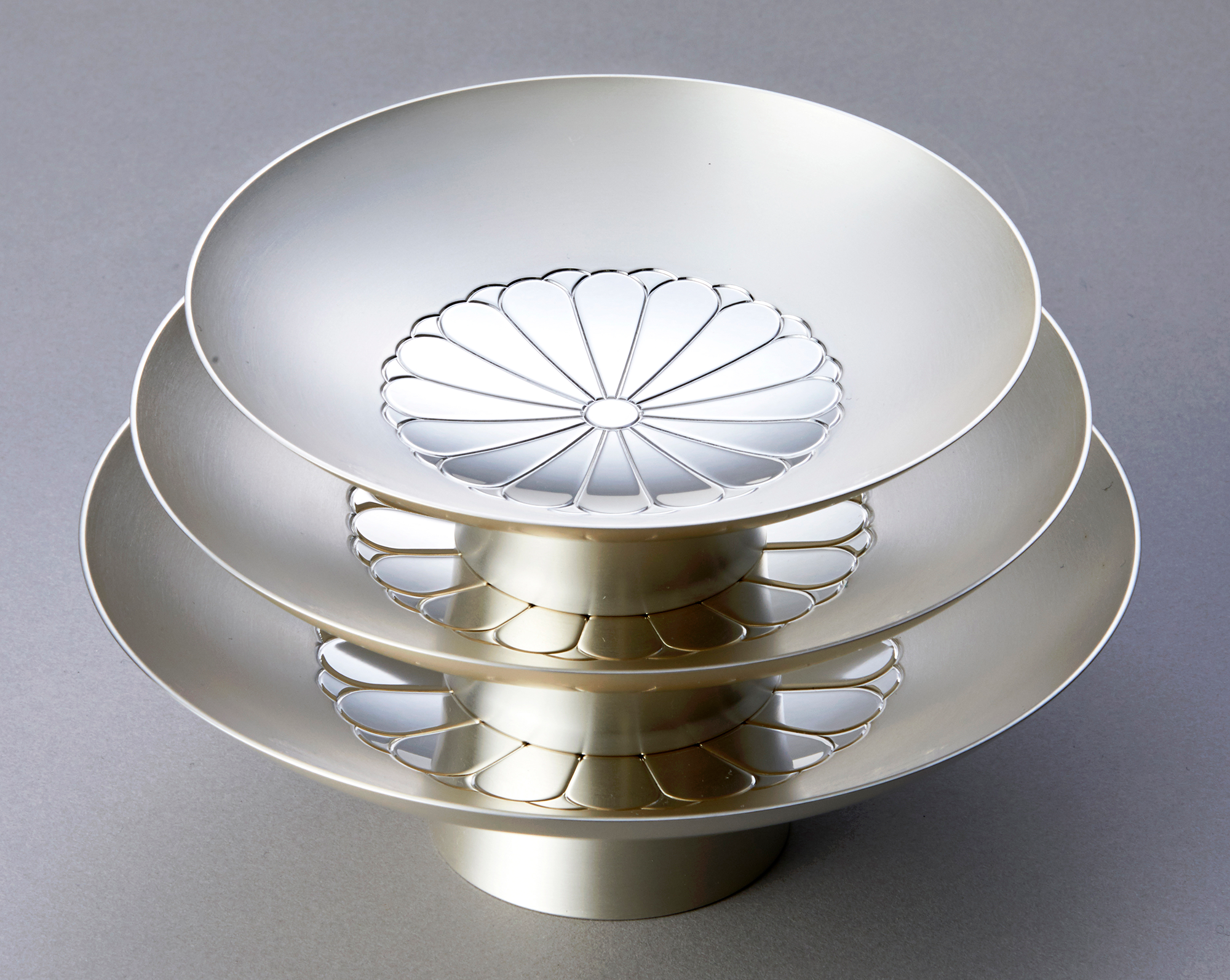
銀杯（一組・菊紋）
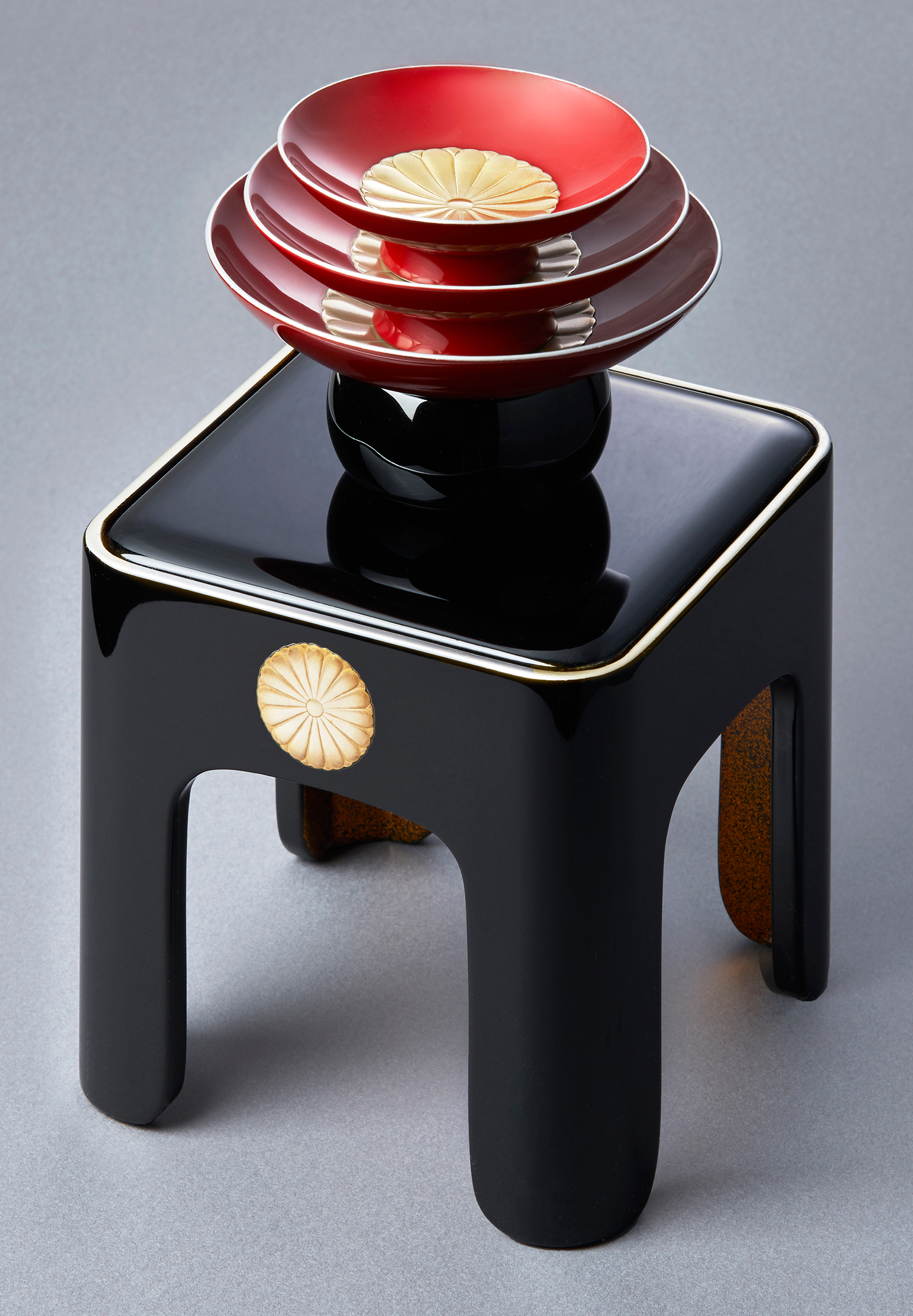
木杯（一組台付・菊紋）

### 民間団体等

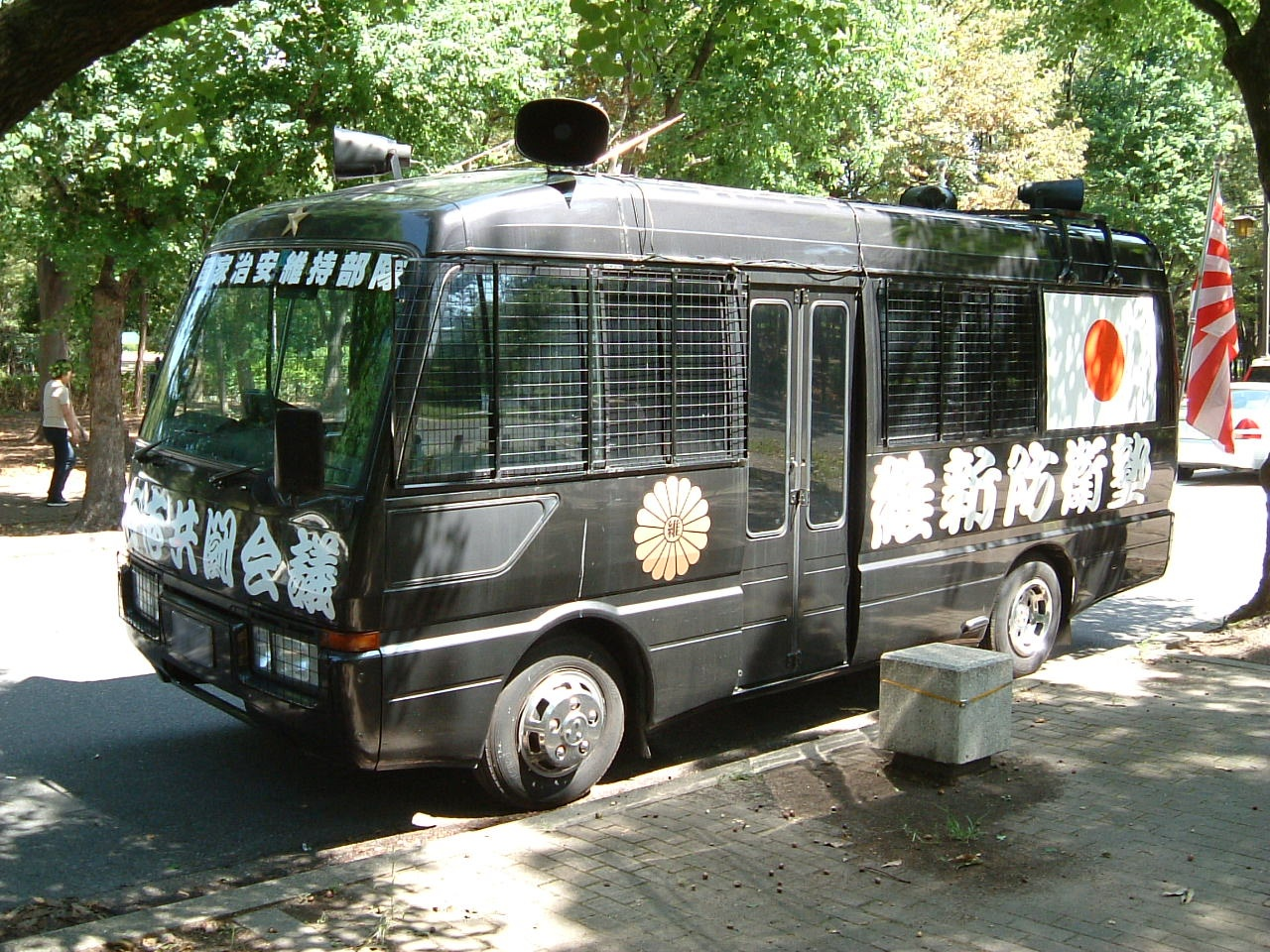
街宣右翼
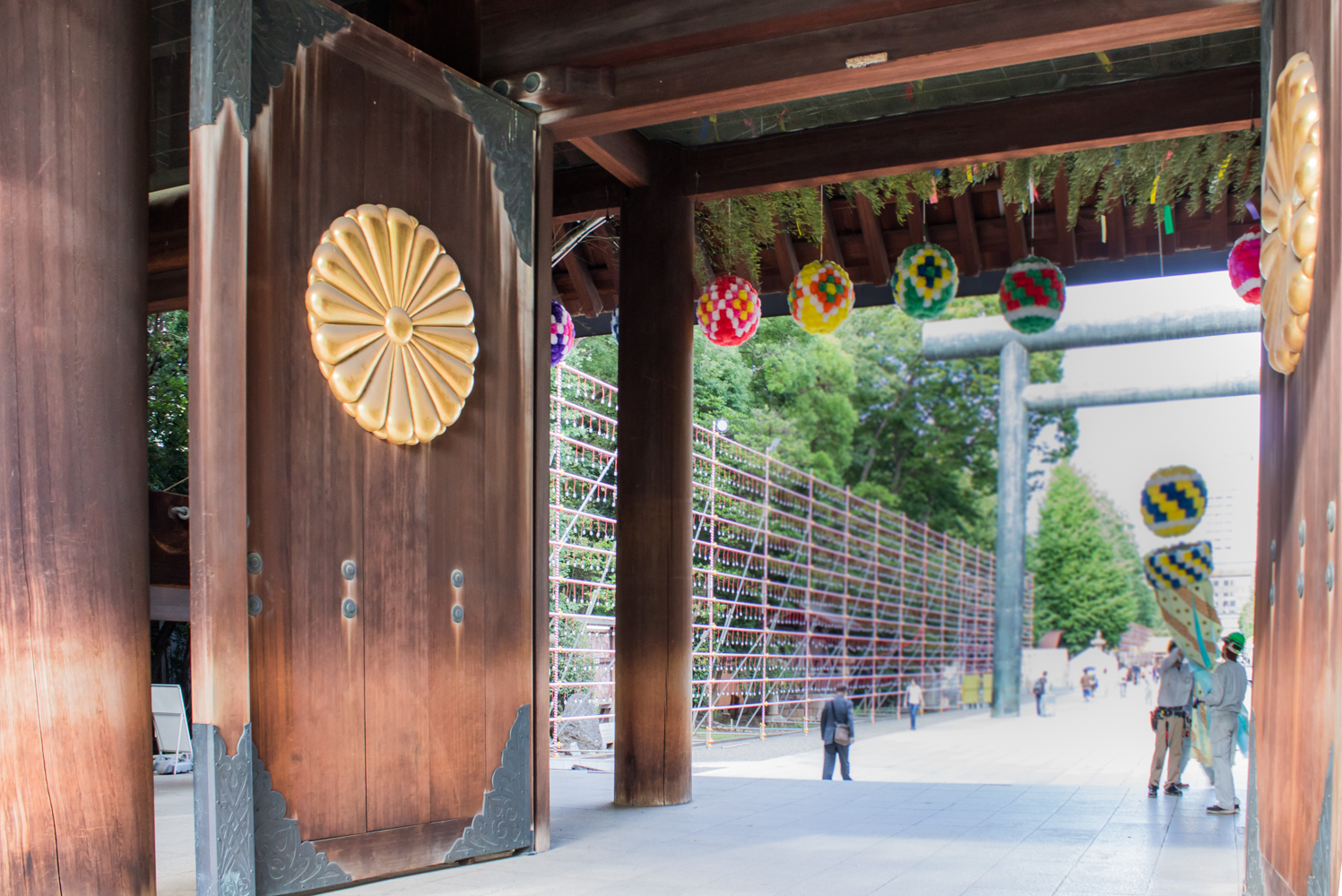
靖国神社の神門
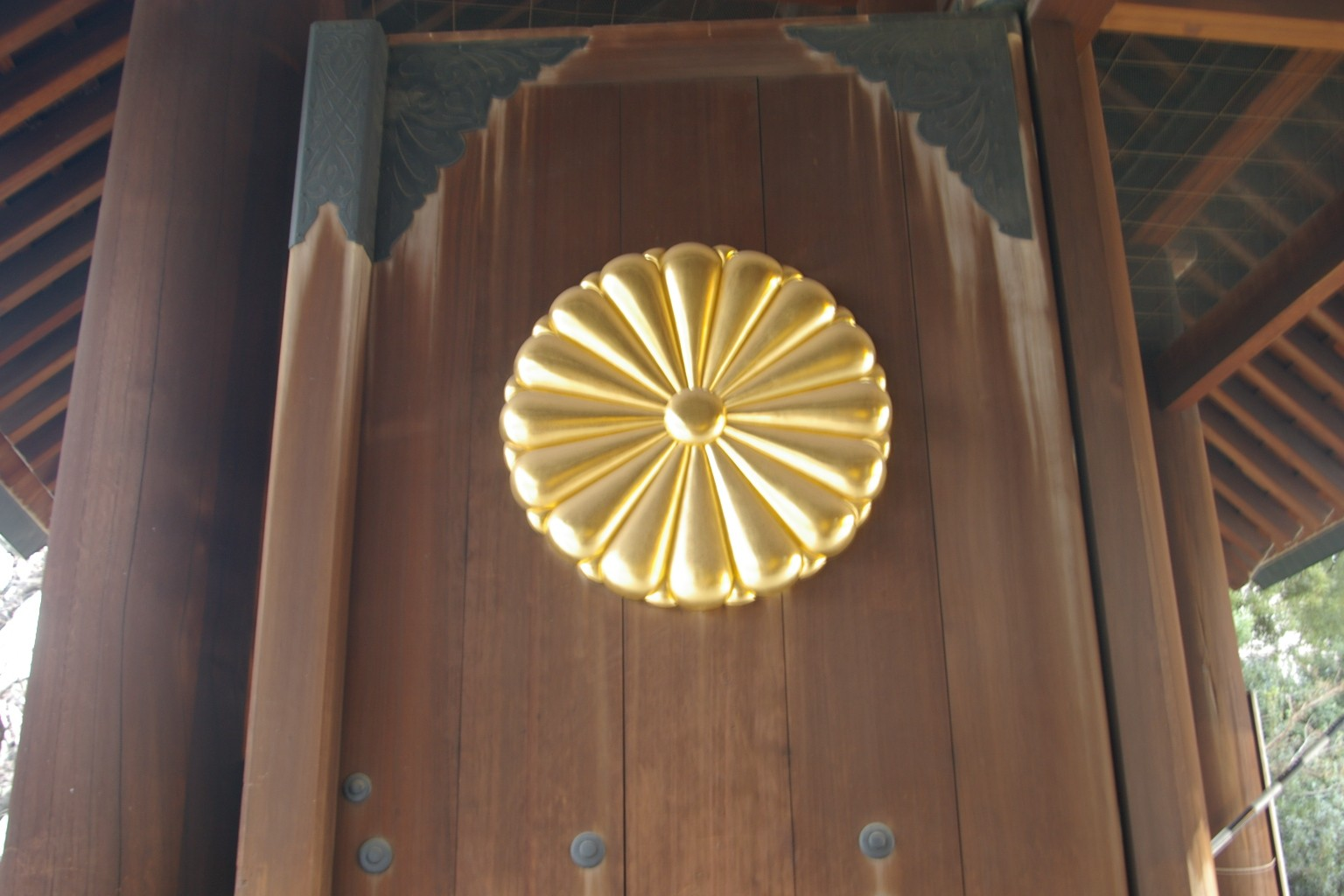
靖国神社の神門（菊花紋章部拡大）
自由民主党 (日本)党章